# Paragobiodon lacunicolus
Paragobiodon lacunicolus là một loài cá vây tia thuộc họ Cá bống trắng. Chúng được William Converse Kendall và Edmund Lee Goldsborough mô tả lần đầu tiên vào năm 1911.